# Proyecto Andrea

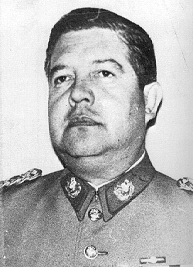
Manuel “Mamo” Contreras, Director de la DINA en 1977.

El Proyecto Andrea es el criptónimo militar chileno por el cual la dictadura de Augusto Pinochet fabricó gas sarín, para usarlo como arma en contra de sus opositores.

## La casa de Lo Curro
Durante los primeros años de la dictadura militar se instaló un laboratorio de guerra electrónica y química en la casa de Michael Townley y Mariana Callejas en Lo Curro, ubicada en la Vía Naranja 4925, Vitacura. La dictadura de Augusto Pinochet les había entregado esa casa —tres pisos, casi mil metros cuadrados construidos y cinco mil de terreno—, ubicada en la parte alta de Santiago, en retribución a los servicios que prestaban en la Dirección de Inteligencia Nacional (DINA).

Una voluminosa masa cúbica de concreto, más bien fea, con algo de orfanato, hospital u otro edificio público.
Carlos Iturra, Caída en desgracia

Legalmente no era de ellos, pues había sido adquirida por el entonces mayor de Ejército Raúl Iturriaga Neumann y un abogado de la DINA fallecido en 1976 en extrañas circunstancias, bajo identidad falsa.
La idea era que sirviera de vivienda para el matrimonio de agentes y sus hijos, pero principalmente —-porque no era un regalo incondicional—- para que operara ahí el cuartel desde el que se digitarían las siguientes operaciones terroristas en el exterior. Esta casa cuartel en la DINA se llamaba Quetropillán. Contaba con dos agentes permanentes, que oficiaban de chóferes y ayudantes; y una secretaria, que llevaba las cuentas y asistía al dueño de casa en tareas administrativas. Además, el equipo incluía a un jardinero, una cocinera y dos químicos: Francisco Oyarzún y Eugenio Berríos, alias Hermes, que se pasaban el día encerrados en un laboratorio experimentando con ratones y conejos la efectividad de un gas letal. Se trataba, precisamente, del gas sarín

## Víctimas del Proyecto Andrea
El gas sarín lo fabricaba la DINA primero en Santiago y luego comenzó a hacerse en la Colonia Dignidad, con su apoyo logístico. Era exportado y servía para asesinar opositores al régimen tanto en Chile como en el extranjero. Las víctimas presentan los síntomas de un ataque al corazón.

### Primeras pruebas
El gas sarín fabricado en Chile fue usado por primera vez por Michael Townley contra dos ciudadanos peruanos.
Townley reveló al juez Alejandro Madrid que en Chile no solo fueron asesinados con sarín el conservador de bienes raíces Renato León Zenteno (1976), el cabo del Ejército y agente de la DINA Manuel Leyton (1977), sino también otras personas cuyas muertes se hicieron aparecer como suicidios o fallecimientos extraños. Algunas de estas personas, según Townley, tuvieron relación con el almacenamiento y transporte de envases con sarín en los años 1970 y comienzos de los 80. Uno de ellos sería un médico o asistente que participó en las autopsias de Renato Zenteno y el cabo Leyton.

### Carlos Osorio
Townley afirmó al juez que el director de Protocolo del Ministerio de Relaciones Exteriores de Chile, Carlos Guillermo Osorio, no se había suicidado —como se hizo aparecer oficialmente en octubre de 1977—, sino que había sido asesinado. Osorio estuvo a cargo de otorgar los pasaportes con identidades falsas para que oficiales del Ejército —entre ellos, Armando Fernández Larios—, viajaran a Estados Unidos a preparar el atentado contra Orlando Letelier, y otros dos (Rolando Mosqueira y René Riveros) a intentar despistar a la inteligencia estadounidense sobre la autoría del atentado y cubrir las espaldas a la DINA. Las fuentes sostienen que Townley afirmó que Osorio fue otra víctima del sarín, a pesar de que tenía un tiro en la cabeza.

### Carmelo Soria
Eugenio Berríos tuvo un papel en la muerte de Carmelo Soria, funcionario de la CEPAL, que fue secuestrado por un operativo de la DINA en julio de 1976 y llevado a la casa de Townley en Lo Curro. Allí, en el laboratorio de Berríos, a Soria se le administró gas sarín, según la investigación, y luego fue torturado hasta que le quebraron la columna vertebral. Posteriormente, su cuerpo fue hallado en un auto en el Canal San Carlos.
Probablemente con este gas asesinaron al periodista Eugenio Lira Massi, que en junio de 1975 fue encontrado muerto en circunstancias no del todo aclaradas, en la habitación que ocupaba en París, donde trabajaba en el diario L'Humanité. En 1990, el periodista Edwin Harrington publicó en la revista Nueva Voz que Lira habría sido asesinado por la DINA en el marco de un plan denominado Operación Francia después de que a la capital francesa llegara "Bernardo Conrads Salazar, cédula de identidad Nº 4.152.556-6, funcionario del servicio de seguridad de la dictadura". Harrington, que citaba como una de sus fuentes principales un informe del FBI, sostenía que la muerte de Lira pudo haber sido provocada por el gas sarín, que Townley llevaba en sus viajes en un frasco de perfume Chanel.
Otra muerte sospechosa fue la de Alfred Schaak, representante de Paul Schäfer en Alemania encargado del tráfico de armas. En 1985 las dos parejas que huyeron de Colonia Dignidad, denunciaron públicamente la pedofilia de Schäfer. Parece que Schaak quiso entonces denunciar el tráfico de armas. Para impedirlo, habrían viajado desde Dignidad a Alemania Winfried Schmidtke y Helmut Seelbach, quienes fueron recibidos en el aeropuerto por Schaak, que estaba en perfecto estado de salud. A los poco días, en octubre, Schaak murió repentinamente. El doctor Hartmut Hopp viajó en seguida a Alemania y se trajo el cadáver de Schaak a Chile. En la asamblea de colonos dijo que Schaak había muerto de fiebre y que en su testamento dejaba sus bienes a la Colonia. Al mismo tiempo informaron —con diez meses de atraso— de la fuga de las parejas, agregando que sus denuncias en Alemania les habían hecho un gran daño.
En la posterior condena a Schäfer no figura la producción de gas sarín en Colonia Dignidad, ni la masacre de Cerro Gallo, ni el campo de trabajo forzado que la colonia mantuvo Monte Maravilla, ya que el juez Jorge Zepeda Arancibia no incluyó estos cargos en el fallo que lo sentenció a siete años de presidio mayor en su grado mínimo, por infracción a la Ley sobre Control de Armas. 

### Cuartel Simón Bolívar de La Reina
Alexei Jaccard, de 25 años, fue detenido y desaparecido en Buenos Aires el 16 de mayo de 1977, junto a otros dos militantes comunistas, Ricardo Ramírez Herrera y Héctor Velásquez Mardones, por agentes de la dictadura argentina y de la DINA. Pese a los esfuerzos que hizo su familia por conocer su paradero, tanto en Argentina como en Chile, solo consiguieron pistas falsas. Años más tarde, tres agentes entregaron a la justicia información acerca de lo que ocurrió con los tres. Los testimonios coinciden en que los tres detenidos, provenientes de Buenos Aires, fueron llevados hasta el cuartel de La Reina por «Don Jaime», alias del capitán Germán Barriga, quien se suicidó en 2005 y sus agentes del Grupo Delfín, un pelotón de élite que operaba al interior de la Brigada Lautaro. El director de la DINA, Manuel Contreras, afirmó siempre en privado y en público que Jaccard, Herrera y Velásquez fueron arrestados por la inteligencia argentina, que los había hecho desaparecer arrojando sus cuerpos al Río de la Plata. Pero los exagentes Eduardo Oyarce Riquelme, Héctor Valdebenito Araya y Guillermo Ferrán Martínez, todos procesados por los crímenes cometidos en Simón Bolívar, desmienten esa versión, y confirman el paso de Jaccard y sus compañeros por ese cuartel. El exagente Oyarce recuerda otro dato relevante: 

A ellos se les eliminó con gas sarín, pero no puedo decir quién lo aplicó.
Agente DINA Eduardo Oyarce Riquelme

## Aspectos judiciales
El 23 de julio de 2007, el juez Alejandro Madrid tomó "dos resoluciones que marcan hitos en los juicios por violación de los derechos humanos" y que están relacionadas con el Proyecto Andrea: "afirmó que el asesinato del excabo de Ejército Manuel Leyton se ejecutó utilizando gas sarín y procesó por este delito a trece exagentes de la DINA. Paralelamente, sometió a proceso por asociación ilícita al exauditor del Ejército, Fernando Torres Silva, justamente en el caso del asesinato del químico que produjo el elemento venenoso en los servicios de seguridad, Eugenio Berríos".

## FBI
El FBI tiene pruebas que confirman que Augusto Pinochet acumuló grandes cantidades de ese gas mortífero, según Saul Landau, el investigador estadounidense del asesinato de Orlando Letelier. El FBI investigó el sarín y sus conclusiones fueron condensadas en un informe que indica que se fabricó en una cantidad suficiente para matar dos veces al ejército peruano.

Las órdenes explícitas eran ubicar la residencia y lugar de trabajo de Letelier y contactar el grupo Movimiento Nacionalista Cubano (MNC) para que lo elimináramos con sarín, por atropello u otro accidente, por cualquier método, pero a Letelier el gobierno de Chile lo quería muerto
Michael Townley

## LibroLa danza de los cuervos
En 2012, Javier Rebolledo publicó La danza de los cuervos, un libro relatando las atrocidades cometidas en el Cuartel Simón Bolívar. Luego estrenó la película El Mocito en que se relatan las vivencias de un mozo que trabajó en la Casa de Exterminio de Simón Bolívar. En él relatan las torturas y padecimientos de los secuestrados políticos y se hace mención en el uso de gas sarín para exterminar a los presos.

### Desarrollos relacionados
- Eugenio Lira Massi
- Gas sarín
- Colonia Dignidad